# Keiichi Nanba
Keiichi Nanba (jap. 難波 圭一 Nanba Keiichi;  ur. 26 sierpnia 1957 w Gōtsu) – japoński seiyū.

## Życiorys
Keiichi Nanba urodził się 26 sierpnia 1957 roku w Gōtsu w prefekturze Shimane. Swoją karierę jako aktor seiyū rozpoczął w 1983 roku w wieku 26 lat, użyczając głosu Karlowi Heinzowi Schneiderowi w serialu anime Kapitan Jastrząb.
W późniejszym czasie Nanba użyczył głosu innym bohaterom, m.in. Piscesowi Aphrodite'owi i Poseidonowi/Julianowi Solo w Rycerzach Zodiaku, Shunichiemu Sugishita w Blue Seed, Moerunba w Futari wa Pretty Cure Splash Star oraz Gurio Umino i Zoisite w Czarodziejce z Księżyca.
Nanba należy do agencji Aoni Production, a także jest prezesem Kekke Corporation. Jest żonaty z japońską aktorką seiyū Mayumi Shō.

## Wybrana filmografia
- Kapitan Jastrząb – Karl Heinz Schneider
- Rycerze Zodiaku – Pisces Aphrodite i Poseidon/Julian Solo
- Blue Seed – Shunichi Sugishita
- Futari wa Pretty Cure Splash Star – Moerunba
- Czarodziejka z Księżyca – Gurio Umino i Zoisite
- Sailor Moon SuperS plus: Ami-chan no hatsukoi – Gurio Umino
- Kimagure Orange Road – Seiji Komatsu
- Przygody małego Nemo w krainie snów – Oomp
- Saint Seiya: Legenda purpurowego chłopca – Aphrodite
- Virus Buster Serge – Macus
- Saint Seiya: Historia Złotego Jabłka – Iyan Tetera
- Kidō Senshi Zeta Gundam – Katz Kobayashi
- Saint Seiya: Zażarta walka bogów – Frey